# 普布
普布（1952年—），西藏拉萨人，藏族，中华人民共和国政治人物、第十一届全国人民代表大会西藏地区代表。
毕业于四川省工商管理学院工商管理专业，是中共党员。担任西藏汽车工业贸易总公司经理。2008年起担任全国人大代表。